# Tuscumbia (Missouri)
Tuscumbia è un villaggio degli Stati Uniti d'America, situato nello Stato del Missouri, nella contea di Miller, della quale è il capoluogo.